# Bydgoszcz Archers
Stade
Maillots
Champion 2021
Bydgoszcz Archers est la dénomination d'un club amateur de football américain situé à Bydgoszcz dans la Voïvodie de Couïavie-Poméranie en Pologne qui a évolué de 2009 à 2021 dans la Liga Futbolu Amerykańskiego.